# Salasc
Salasc [sa.lask] est une commune française du département de l'Hérault en région Occitanie.
Exposée à un climat méditerranéen. La commune possède un patrimoine naturel remarquable : un site Natura 2000 (« le Salagou ») et cinq zones naturelles d'intérêt écologique, faunistique et floristique.
Salasc est une commune rurale qui compte 342 habitants en 2022, après avoir connu une forte hausse de la population depuis 1975. .

## Géographie

### Description
La commune est située à l'ouest de Clermont-l'Hérault,  au centre du département de l'Hérault, près du lac du Salagou (lac artificiel mis en eau en 1969). Elle est bâtie sur une pente de ruffe.

### Communes limitrophes
|          | Octon     |         |
| Mérifons | Salasc    | Mourèze |
|          | Valmascle | Mourèze |

### Hydrographie
La commune est drainée par le Salagou et par deux autres cours d'eau.

### Climat
Pour des articles plus généraux, voir Climat de l'Occitanie et Climat de l'Hérault.
En 2010, le climat de la commune est de type climat méditerranéen franc, selon une étude s'appuyant sur une série de données couvrant la période 1971-2000. En 2020, Météo-France publie une typologie des climats de la France métropolitaine dans laquelle la commune est exposée à un climat méditerranéen et est dans la région climatique  Provence, Languedoc-Roussillon, caractérisée par une pluviométrie faible en été, un très bon ensoleillement (2 600 h/an), un été chaud (21,5 °C), un air très sec en été, sec en toutes saisons, des vents forts (fréquence de 40 à 50 % de vents > 5 m/s) et peu de brouillards.
Pour la période 1971-2000, la température annuelle moyenne est de 13,9 °C, avec une amplitude thermique annuelle de 15,8 °C. Le cumul annuel moyen de précipitations est de 943 mm, avec 7,3 jours de précipitations en janvier et 2,7 jours en juillet. Pour la période 1991-2020, la température moyenne annuelle observée sur la station météorologique la plus proche, située sur la commune de Soumont à 12 km à vol d'oiseau, est de 15,0 °C et le cumul annuel moyen de précipitations est de 968,5 mm,. Pour l'avenir, les paramètres climatiques de la commune estimés pour 2050 selon différents scénarios d'émission de gaz à effet de serre sont consultables sur un site dédié publié par Météo-France en novembre 2022.

### Milieux naturels et biodiversité

#### Réseau Natura 2000

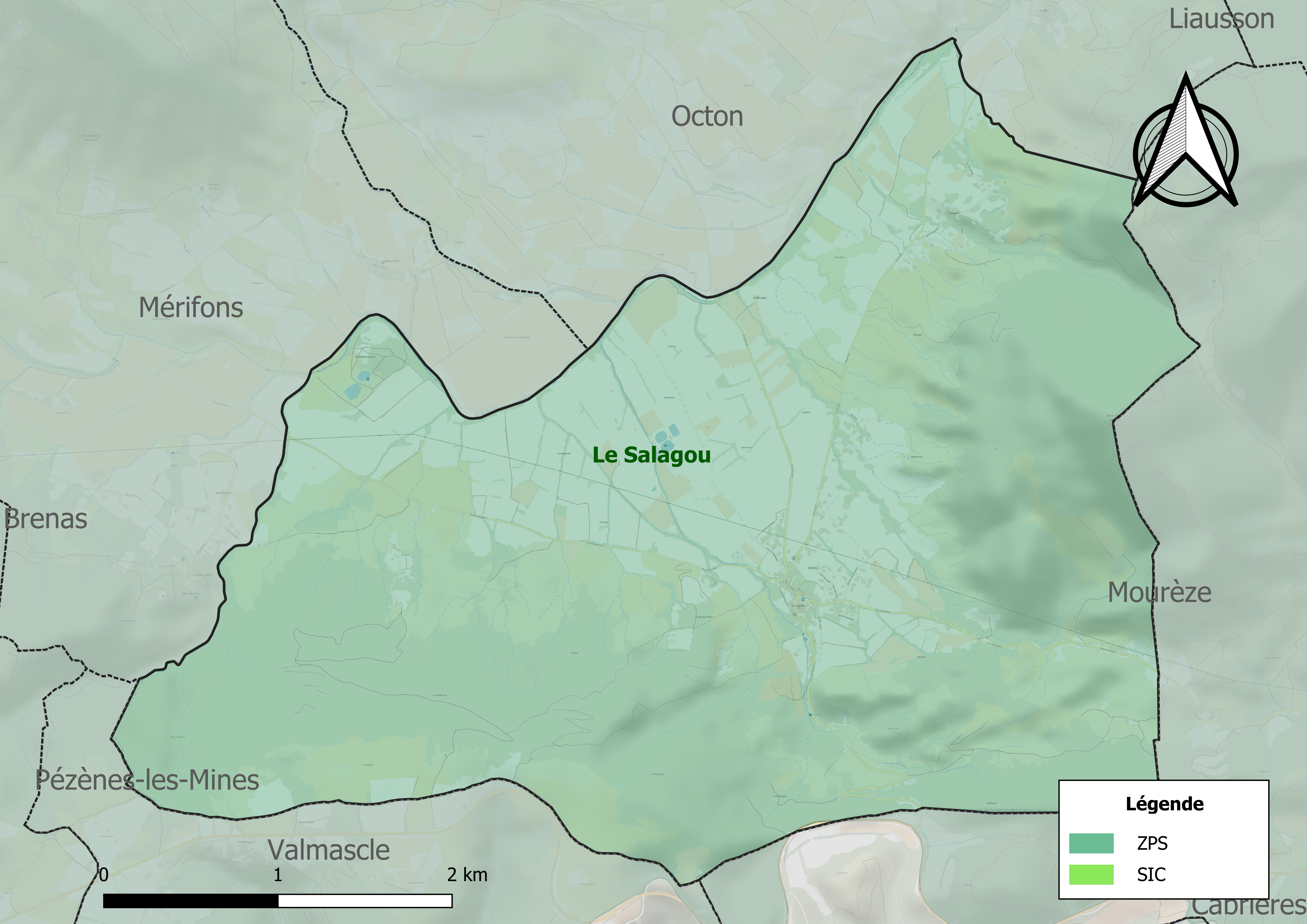
Sites Natura 2000 sur le territoire communal.

Le réseau Natura 2000 est un réseau écologique européen de sites naturels d'intérêt écologique élaboré à partir des directives habitats et oiseaux, constitué de zones spéciales de conservation (ZSC) et de zones de protection spéciale (ZPS).
Un site Natura 2000 a été défini sur la commune au titre  de la directive oiseaux : « le Salagou », d'une superficie de 12 794 ha, effectuant la transition entre la plaine languedocienne et les premiers contreforts de la montagne Noire et du Larzac. Outre l'aigle de Bonelli, trois autres espèces d'oiseaux ont également été prises en compte dans la délimitation de la ZPS, l'Outarde canepetière, le Blongios nain et le Busard cendré.

#### Zones naturelles d'intérêt écologique, faunistique et floristique
L’inventaire des zones naturelles d'intérêt écologique, faunistique et floristique (ZNIEFF) a pour objectif de réaliser une couverture des zones les plus intéressantes sur le plan écologique, essentiellement dans la perspective d’améliorer la connaissance du patrimoine naturel national et de fournir aux différents décideurs un outil d’aide à la prise en compte de l’environnement dans l’aménagement du territoire.
Deux ZNIEFF de type 1 sont recensées sur la commune :
le « chaos dolomitique de Mourèze » (725 ha), couvrant 3 communes du département et 
les « Ruffes du Salagou » (1 170 ha), couvrant 5 communes du département
et trois ZNIEFF de type 2, : 
- le « bassin du Salagou » (8 089 ha), couvrant 12 communes du département[13] ;
- le « massif de Mourèze et la plaine agricole et garrigues de Péret » (8 126 ha), couvrant 13 communes du département[14] ;
- le « plateau de Carlencas-et-Levas » (6 239 ha), couvrant 11 communes du département[15].

Carte des ZNIEFF de type 1 et 2 à Salasc.
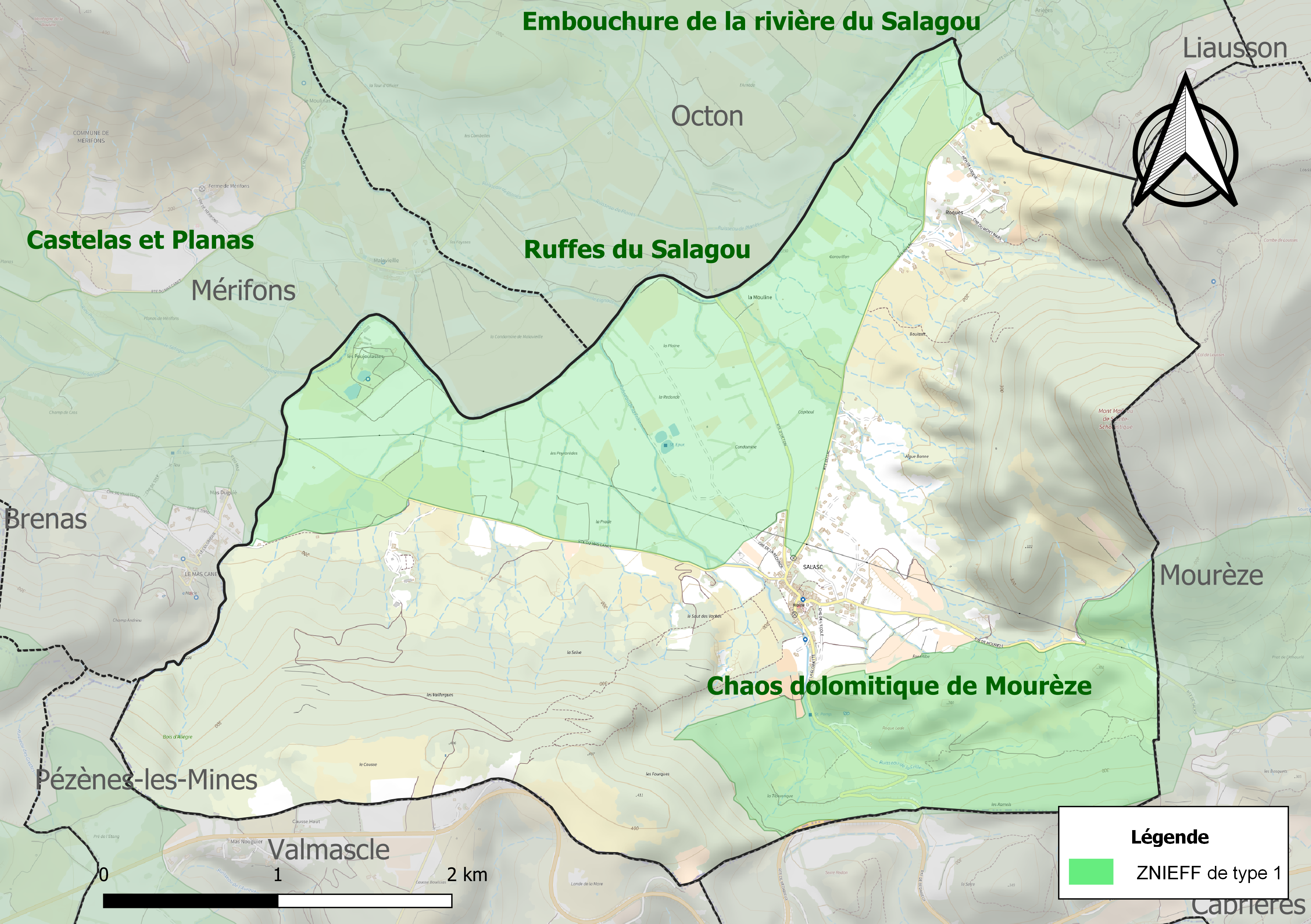
Carte des ZNIEFF de type 1 sur la commune.
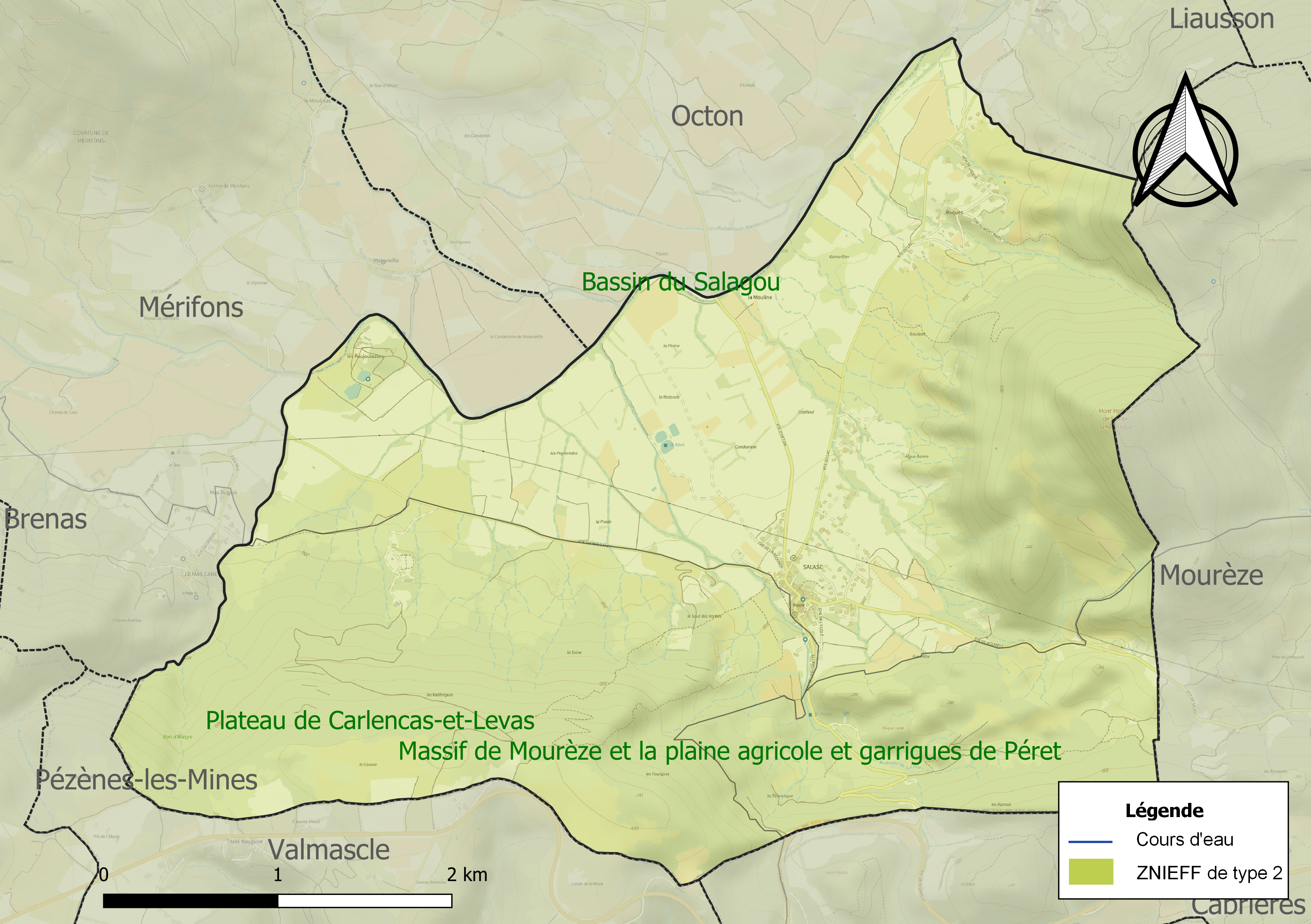
Carte des ZNIEFF de type 2 sur la commune.

## Urbanisme

### Typologie
Au 1er janvier 2024, Salasc est catégorisée commune rurale à habitat dispersé, selon la nouvelle grille communale de densité à sept niveaux définie par l'Insee en 2022.
Elle est située hors unité urbaine et hors attraction des villes,.

### Occupation des sols
L'occupation des sols de la commune, telle qu'elle ressort de la base de données européenne d’occupation biophysique des sols Corine Land Cover (CLC), est marquée par l'importance des forêts et milieux semi-naturels (68,5 % en 2018), une proportion identique à celle de 1990 (68,5 %). La répartition détaillée en 2018 est la suivante : 
forêts (44,6 %), milieux à végétation arbustive et/ou herbacée (21,6 %), cultures permanentes (17,6 %), zones agricoles hétérogènes (13,9 %), espaces ouverts, sans ou avec peu de végétation (2,3 %). L'évolution de l’occupation des sols de la commune et de ses infrastructures peut être observée sur les différentes représentations cartographiques du territoire : la carte de Cassini (XVIIIe siècle), la carte d'état-major (1820-1866) et les cartes ou photos aériennes de l'IGN pour la période actuelle (1950 à aujourd'hui).

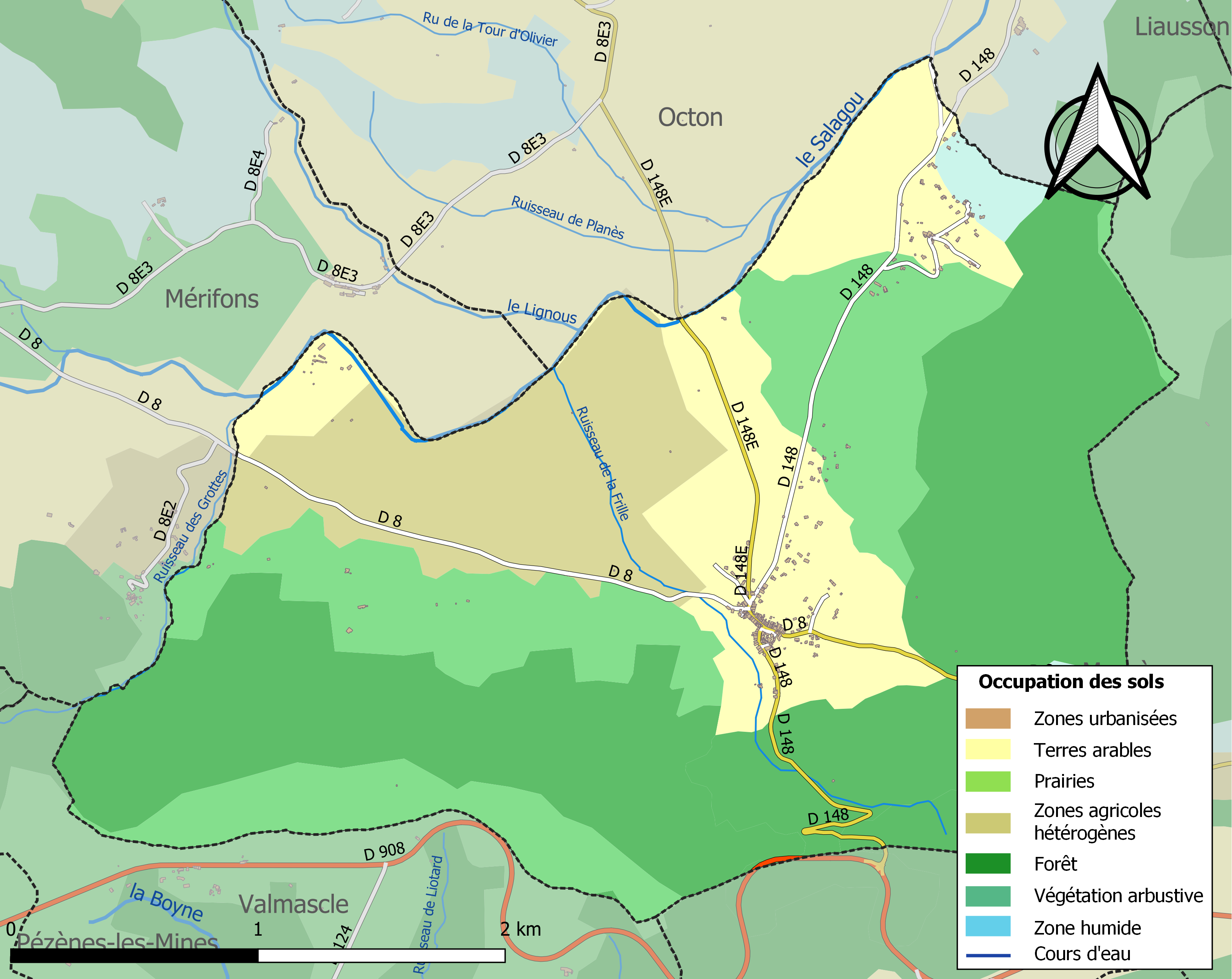
Carte des infrastructures et de l'occupation des sols de la commune en 2018 (CLC).

### Lieux-dits, hameaux et écarts
La commune ne compte qu'un hameau, Roques, à 1,5 km sur la route de Liausson.

### Habitat et logement
En 2018, le nombre total de logements dans la commune était de 211, alors qu'il était de 199 en 2013 et de 189 en 2008.
Parmi ces logements, 66,2 % étaient des résidences principales, 23,3 % des résidences secondaires et 10,5 % des logements vacants. Ces logements étaient pour 94,8 % d'entre eux des maisons individuelles et pour 5,2 % des appartements.
Le tableau ci-dessous présente la typologie des logements à Salasc en 2018 en comparaison avec celle de l'Hérault et de la France entière. Une caractéristique marquante du parc de logements est ainsi une proportion de résidences secondaires et logements occasionnels (23,3 %) supérieure à celle du département (18,3 %) et à celle de la France entière (9,7 %). Concernant le statut d'occupation de ces logements, 68,6 % des habitants de la commune sont propriétaires de leur logement (61,8 % en 2013), contre 53,2 % pour l'Hérault et 57,5 % pour la France entière.
| Typologie                                               | Salasc | Hérault | France entière |
| ------------------------------------------------------- | ------ | ------- | -------------- |
| Résidences principales (en %)                           | 66,2   | 74,4    | 82,1           |
| Résidences secondaires et logements occasionnels (en %) | 23,3   | 18,3    | 9,7            |
| Logements vacants (en %)                                | 10,5   | 7,3     | 8,2            |

### Risques naturels et technologiques
Le territoire de la commune de Salasc est vulnérable à différents aléas naturels : météorologiques (tempête, orage, neige, grand froid, canicule ou sécheresse), inondations, feux de forêts et séisme (sismicité faible). Il est également exposé à un risque technologique,  le transport de matières dangereuses, et à un risque particulier : le risque de radon. Un site publié par le BRGM permet d'évaluer simplement et rapidement les risques d'un bien localisé soit par son adresse soit par le numéro de sa parcelle.

#### Risques naturels
Certaines parties du territoire communal sont susceptibles d’être affectées par le risque d’inondation par débordement de cours d'eau, notamment le Salagou. La commune a été reconnue en état de catastrophe naturelle au titre des dommages causés par les inondations et coulées de boue survenues en 1982, 1986 et 2019,.
Salasc est exposée au risque de feu de forêt. Un plan départemental de protection des forêts contre les incendies (PDPFCI) a été approuvé en juin 2013 et court jusqu'en 2022, où il doit être renouvelé. Les mesures individuelles de prévention contre les incendies sont précisées par deux arrêtés préfectoraux et s’appliquent dans les zones exposées aux incendies de forêt et à moins de 200 mètres de celles-ci. L’arrêté du 25 avril 2002 réglemente l'emploi du feu en interdisant notamment d’apporter du feu, de fumer et de jeter des mégots de cigarette dans les espaces sensibles et sur les voies qui les traversent sous peine de sanctions. L'arrêté du 11 mars 2013 rend le débroussaillement obligatoire, incombant au propriétaire ou ayant droit,.

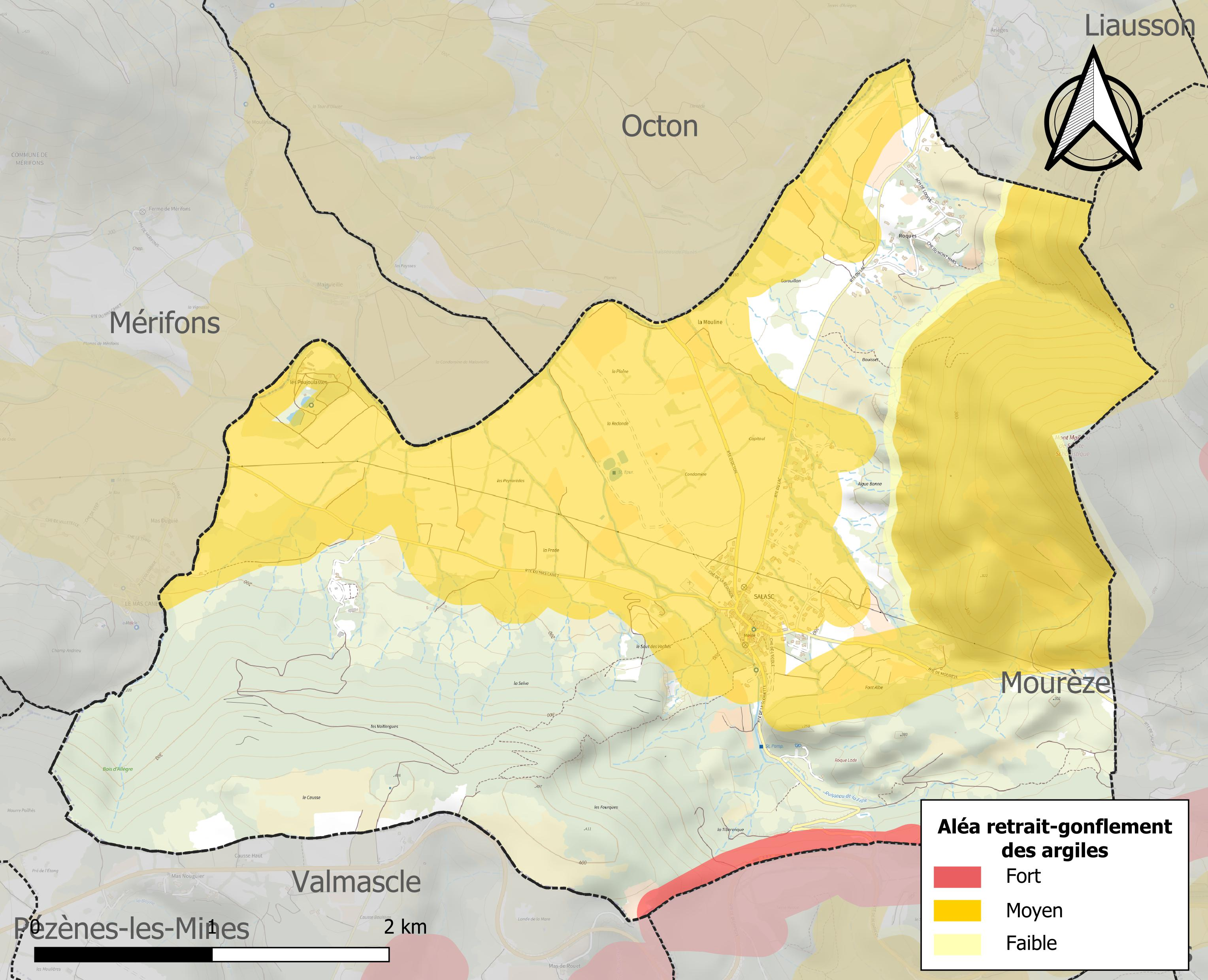
Carte des zones d'aléa retrait-gonflement des sols argileux de Salasc.

Le retrait-gonflement des sols argileux est susceptible d'engendrer des dommages importants aux bâtiments en cas d’alternance de périodes de sécheresse et de pluie. 51,9 % de la superficie communale est en aléa moyen ou fort (59,3 % au niveau départemental et 48,5 % au niveau national). Sur les 213 bâtiments dénombrés sur la commune en 2019, 153 sont en aléa moyen ou fort, soit 72 %, à comparer aux 85 % au niveau départemental et 54 % au niveau national. Une cartographie de l'exposition du territoire national au retrait gonflement des sols argileux est disponible sur le site du BRGM,.
Par ailleurs, afin de mieux appréhender le risque d’affaissement de terrain, l'inventaire national des cavités souterraines permet de localiser celles situées sur la commune.

#### Risques technologiques
Le risque de transport de matières dangereuses sur la commune est lié à sa traversée par des infrastructures routières ou ferroviaires importantes ou la présence d'une canalisation de transport d'hydrocarbures. Un accident se produisant sur de telles infrastructures est susceptible d’avoir des effets graves sur les biens, les personnes ou l'environnement, selon la nature du matériau transporté. Des dispositions d’urbanisme peuvent être préconisées en conséquence.

#### Risque particulier
Dans plusieurs parties du territoire national, le radon, accumulé dans certains logements ou autres locaux, peut constituer une source significative d’exposition de la population aux rayonnements ionisants. Certaines communes du département sont concernées par le risque radon à un niveau plus ou moins élevé. Selon la classification de 2018, la commune de Salasc est classée en zone 3, à savoir zone à potentiel radon significatif.

## Toponymie
Le nom de la commune est très ancien car il se termine par le suffixe ligure -ASC. Le radical SAL-, ligure lui aussi, est probablement en rapport avec l'eau (cf. rivières Salaison, Saliouse, Salleron, Salindre, etc.) qui abonde dans le village avec notamment deux fontaines publiques toujours bien alimentées.
Un document de 879 le désigne par le nom de "villa de Salasco". Les vestiges d'une chapelle médiévale sont visibles au sommet du Mont Mars, point culminant du terroir de Salasc (502 m) ; cette chapelle était dédiée à sainte Scholastique, sœur de saint Benoît, morte au Mont Cassin et fêtée le 10 février.

## Histoire
Au XVIIIe siècle, Salasc était sous la juridiction de l'évêque de Lodève partagée avec le comte de Clermont-l'Hérault.
Après la révolution de 1848 et la proclamation de la République, l'élection municipale de juillet est annulée sur plainte de quelques citoyens républicains qui font état de l'intimidation de certains électeurs par la faction du curé et de l'instituteur. Dans un climat de passion exacerbée, la deuxième élection, en septembre, n'est pas plus favorable aux républicains et malgré une nouvelle protestation du maire sortant auprès du préfet, un légitimiste est facilement élu par le nouveau conseil.[réf. nécessaire]

Salasc au tout début du XXe siècle
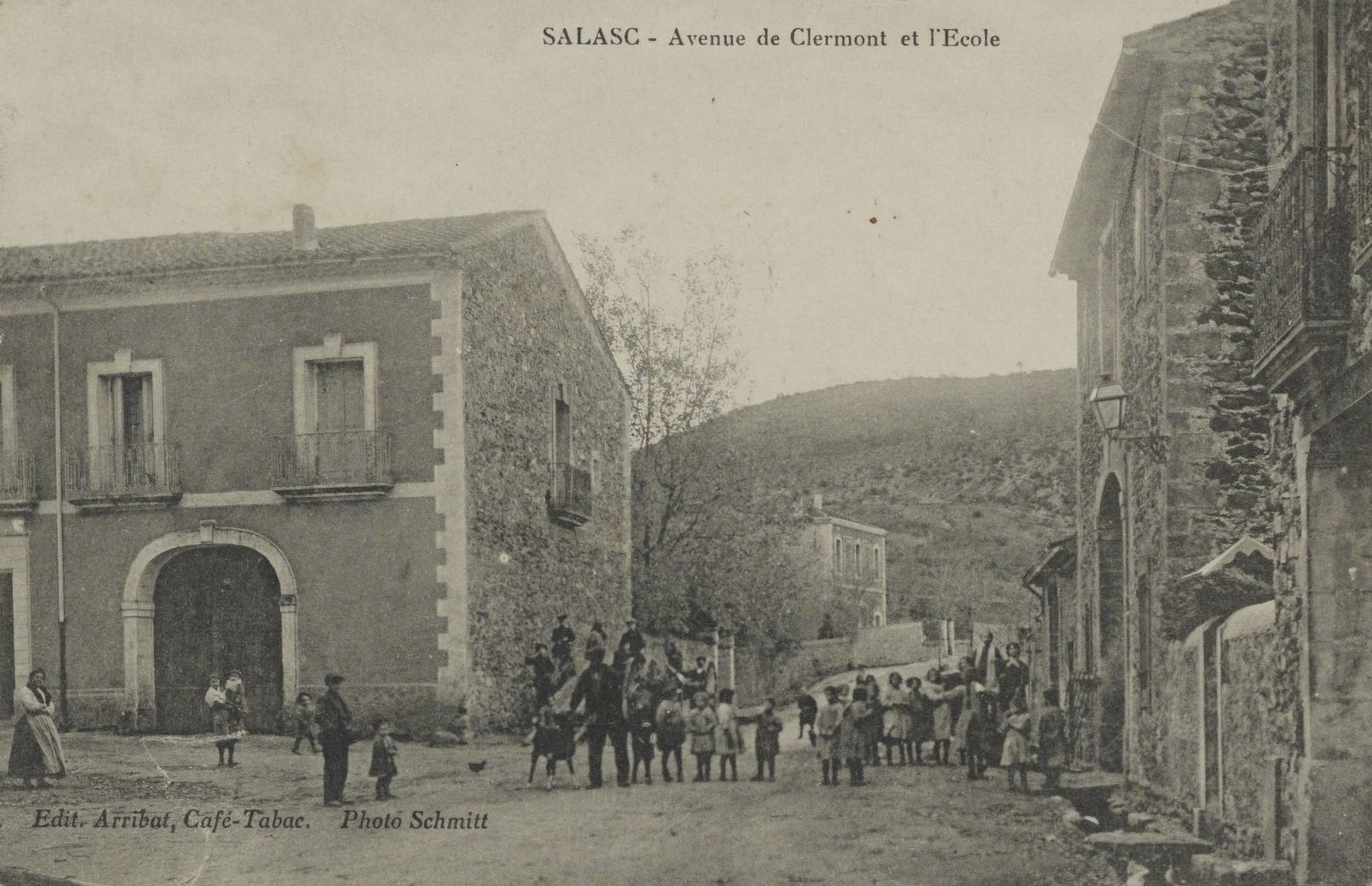
Vue d'une rue du village

## Politique et administration

### Rattachements administratifs et électoraux

#### Rattachements administratifs
La commune se trouve depuis 1942 dans l'arrondissement de Lodève du département de l'Hérault.  
Elle faisait partie depuis 1801 du canton de Clermont-l'Hérault. Dans le cadre du redécoupage cantonal de 2014 en France, cette circonscription administrative territoriale a disparu, et le canton n'est plus qu'une circonscription électorale.

#### Rattachements électoraux
Pour les élections départementales, la commune fait partie depuis 2014 d'un  nouveau  canton de Clermont-l'Hérault, passé de 15 à 40 communes.
Pour l'élection des députés, elle fait partie de la cinquième circonscription de l'Hérault.

### Intercommunalité
Salasc est membre de la communauté de communes du Clermontais, un établissement public de coopération intercommunale (EPCI) à fiscalité propre créé fin 2000 et auquel la commune a transféré un certain nombre de ses compétences, dans les conditions déterminées par le code général des collectivités territoriales.

## Démographie
L'évolution du nombre d'habitants est connue à travers les recensements de la population effectués dans la commune depuis 1793. Pour les communes de moins de 10 000 habitants, une enquête de recensement portant sur toute la population est réalisée tous les cinq ans, les populations de référence des années intermédiaires étant quant à elles estimées par interpolation ou extrapolation. Pour la commune, le premier recensement exhaustif entrant dans le cadre du nouveau dispositif a été réalisé en 2007.

En 2022, la commune comptait 342 habitants, en évolution de +11,4 % par rapport à 2016 (Hérault : +7,49 %, France hors Mayotte : +2,11 %).
| 1793 | 1800 | 1806 | 1821 | 1831 | 1836 | 1841 | 1846 | 1851 |
| ---- | ---- | ---- | ---- | ---- | ---- | ---- | ---- | ---- |
| 322  | 305  | 339  | 342  | 359  | 343  | 348  | 345  | 344  |

| 1856 | 1861 | 1866 | 1872 | 1876 | 1881 | 1886 | 1891 | 1896 |
| ---- | ---- | ---- | ---- | ---- | ---- | ---- | ---- | ---- |
| 331  | 317  | 313  | 302  | 285  | 279  | 264  | 285  | 243  |

| 1901 | 1906 | 1911 | 1921 | 1926 | 1931 | 1936 | 1946 | 1954 |
| ---- | ---- | ---- | ---- | ---- | ---- | ---- | ---- | ---- |
| 257  | 256  | 263  | 243  | 222  | 233  | 228  | 236  | 226  |

| 1962 | 1968 | 1975 | 1982 | 1990 | 1999 | 2006 | 2007 | 2012 |
| ---- | ---- | ---- | ---- | ---- | ---- | ---- | ---- | ---- |
| 214  | 181  | 131  | 155  | 141  | 192  | 244  | 251  | 305  |

| 2017 | 2022 | - | - | - | - | - | - | - |
| ---- | ---- | - | - | - | - | - | - | - |
| 301  | 342  | - | - | - | - | - | - | - |

La population de Salasc était de 337 habitants en 1803. Elle a atteint 351 hab. au milieu du XIXe siècle pour retomber à 243 en 1896 en raison de la crise du phylloxéra et de la crise viticole. Au XXe siècle, l'exode rural l'a fait chuter jusqu'à 131 hab. en 1975.
Au recensement de 2006, elle était remontée à 245 hab. grâce à des constructions nouvelles à la périphérie du village.

## Économie

### Revenus
En 2018, la commune compte 142 ménages fiscaux, regroupant 306 personnes. La médiane du revenu disponible par unité de consommation est de 20 420 € (20 330 € dans le département).

### Emploi
|                | 2008   | 2013   | 2018   |
| -------------- | ------ | ------ | ------ |
| Commune        | 10,6 % | 9,6 %  | 12,4 % |
| Département    | 10,1 % | 11,9 % | 12 %   |
| France entière | 8,3 %  | 10 %   | 10 %   |

En 2018, la population âgée de 15 à 64 ans s'élève à 185 personnes, parmi lesquelles on compte 73,7 % d'actifs (61,3 % ayant un emploi et 12,4 % de chômeurs) et 26,3 % d'inactifs,. Depuis 2008, le taux de chômage communal (au sens du recensement) des 15-64 ans est supérieur à celui de la France et du département.
La commune est hors attraction des villes,. Elle compte 28 emplois en 2018, contre 28 en 2013 et 28 en 2008. Le nombre d'actifs ayant un emploi résidant dans la commune est de 115, soit un indicateur de concentration d'emploi de 24,4 % et un taux d'activité parmi les 15 ans ou plus de 52,9 %.
Sur ces 115 actifs de 15 ans ou plus ayant un emploi, 23 travaillent dans la commune, soit 20 % des habitants. Pour se rendre au travail, 90,4 % des habitants utilisent un véhicule personnel ou de fonction à quatre roues, 0,9 % les transports en commun, 6 % s'y rendent en deux-roues, à vélo ou à pied et 2,6 % n'ont pas besoin de transport (travail au domicile).

### Activités hors agriculture
25 établissements sont implantés  à Salasc au 31 décembre 2019.
Le secteur des activités spécialisées, scientifiques et techniques et des activités de services administratifs et de soutien est prépondérant sur la commune puisqu'il représente 20 % du nombre total d'établissements de la commune (5 sur les 25 entreprises implantées  à Salasc), contre 17,1 % au niveau départemental.

### Agriculture
La commune est dans le « Soubergues », une petite région agricole occupant le nord-est du département de l'Hérault. En 2020, l'orientation technico-économique de l'agriculture  sur la commune est la polyculture et/ou le polyélevage. 
|               | 1988 | 2000 | 2010 | 2020 |
| ------------- | ---- | ---- | ---- | ---- |
| Exploitations | 26   | 22   | 9    | 13   |
| SAU (ha)      | 201  | 273  | 159  | 294  |

Le nombre d'exploitations agricoles en activité et ayant leur siège dans la commune est passé de 26 lors du recensement agricole de 1988  à 22 en 2000 puis à 9 en 2010 et enfin à 13 en 2020, soit une baisse de 50 % en 32 ans. Le même mouvement est observé à l'échelle du département qui a perdu pendant cette période 67 % de ses exploitations,. La surface agricole utilisée sur la commune est restée relativement stable, passant de 201 ha en 1988 à 294 ha en 2020. Parallèlement la surface agricole utilisée moyenne par exploitation a augmenté, passant de 8 à 23 ha.

## Culture locale et patrimoine

### Lieux et monuments
- Église Saint-Geniès-d'Arles de Salasc. L'édifice est référencé dans la base Mérimée et à l'Inventaire général Région Occitanie[36].

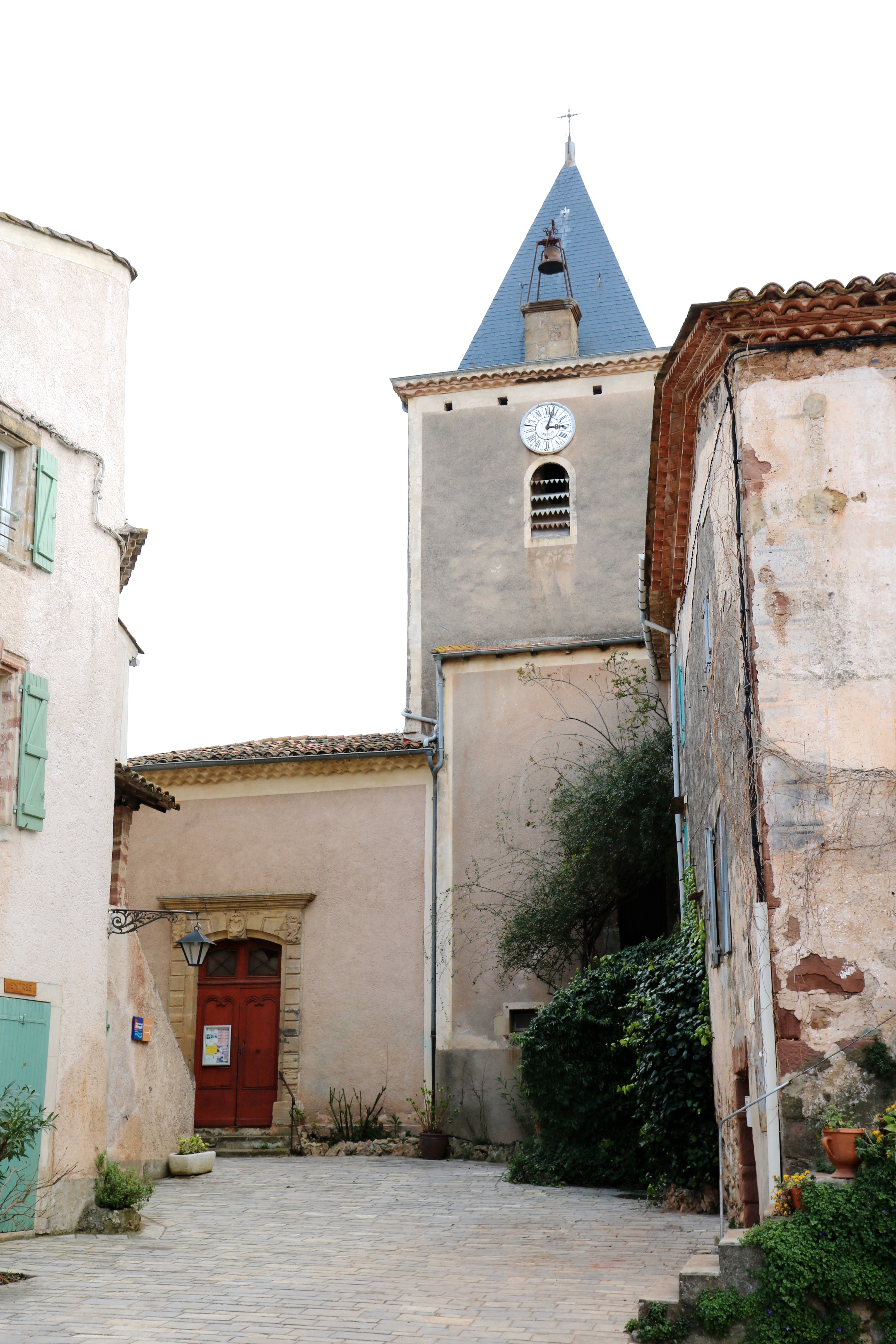
Église Saint-Geniès.
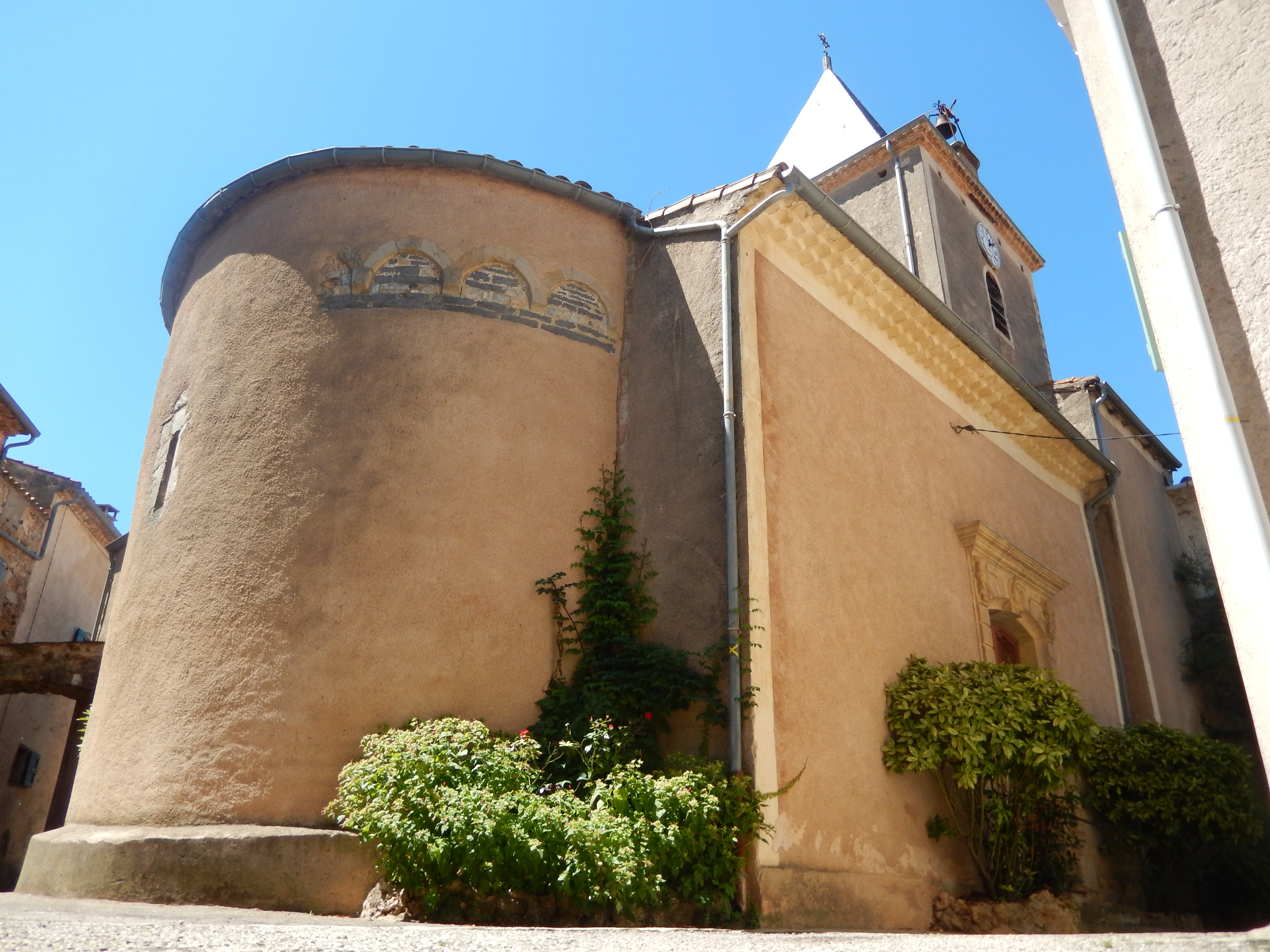
Le chevet de l'église Saint-Geniès-d'Arles.
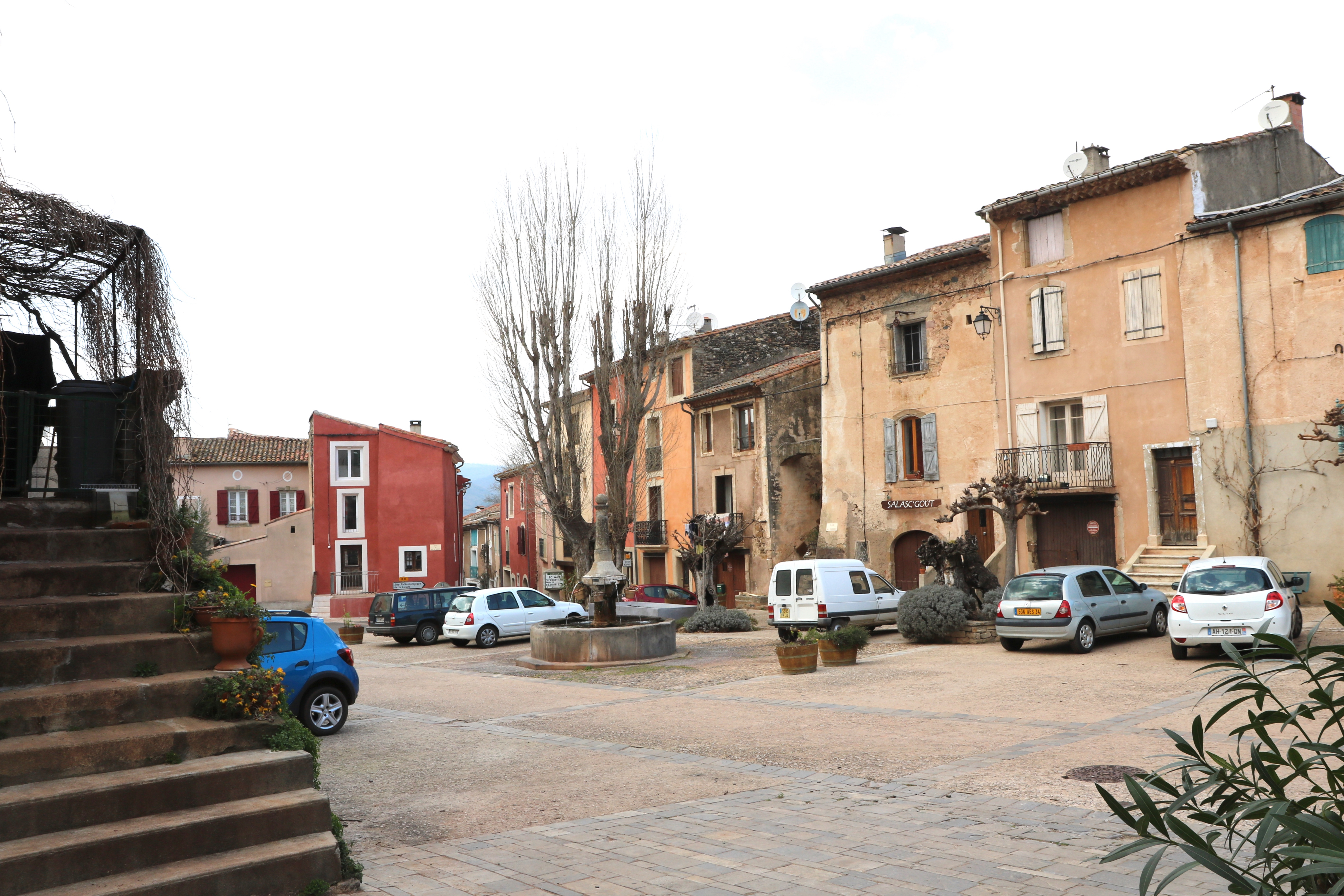
La place.
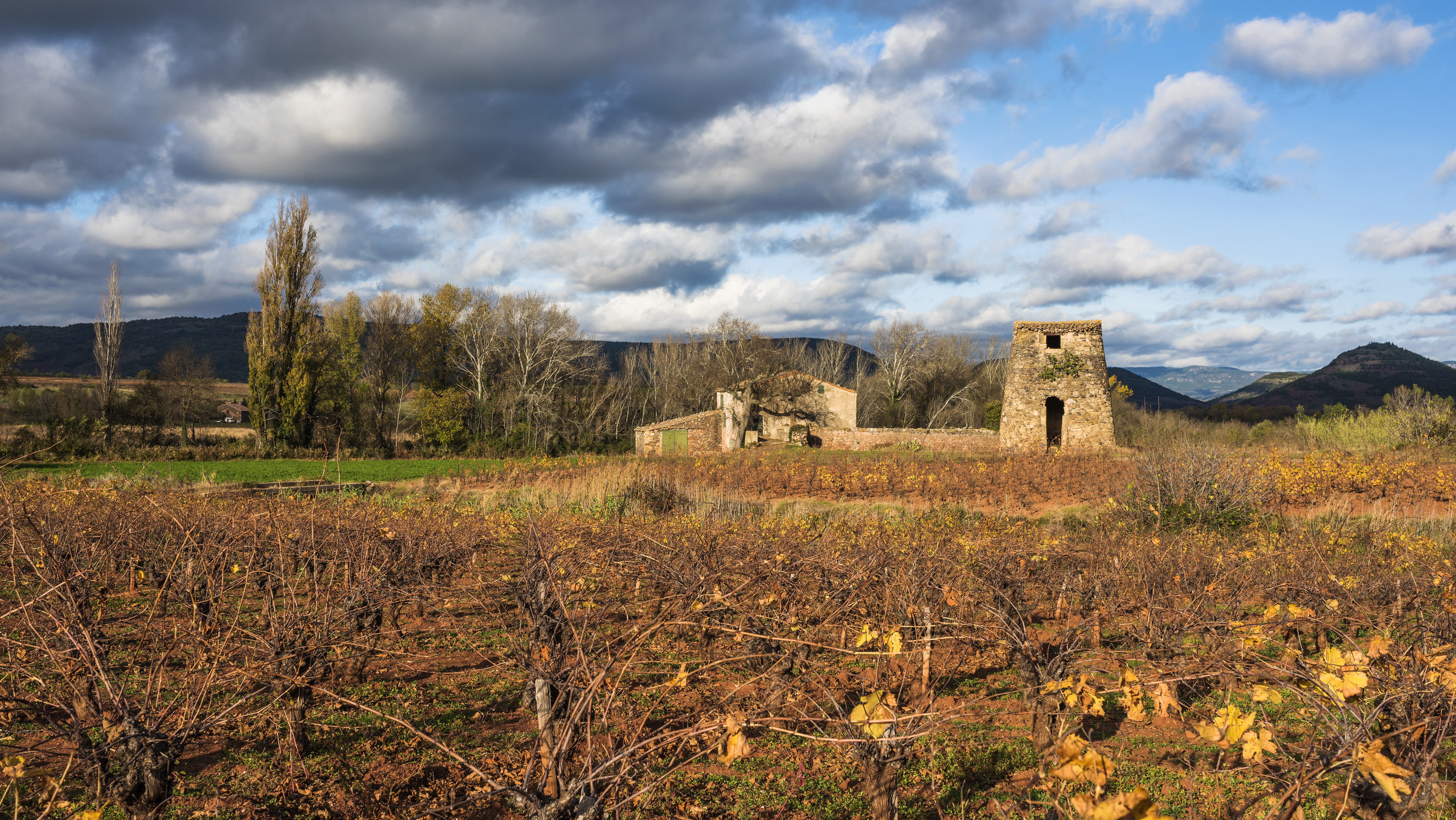
L'ancien moulin à vent (XVIIIe siècle).

## Héraldique
| Blason à dessiner | Blason  | De gueules réticulé d'argent à la fontaine du lieu d'or déversant dans son bassin son eau d'argent; au chef de sinople chargé d'une grappe de raisin feuillée de deux pièces accostée de deux masques de comédien, celui de dextre en bande et celui de senestre en barre, le tout d'or; ledit chef soutenu d'une divise du même. |
| Blason à dessiner | Détails | Adopté le 3 juillet 2023. |

## Pour approfondir

### Fonds d'archives
- Fonds : Archives communales de Salasc (1601-1837) [1,26 ml].  Cote : 292 EDT. Montpellier : Archives départementales de l'Hérault (présentation en ligne).